# دیسترویر کلاس هالاند
دیسترویر کلاس هالاند (به انگلیسی: Halland-class destroyer) یک کلاس از کشتی است که طول آن ۱۲۱ متر (۳۹۷ فوت ۰ اینچ) می‌باشد.